# Borda del Músic (Hortoneda)
La Borda del Músic és una borda del terme municipal de Conca de Dalt, dins de l'antic terme d'Hortoneda de la Conca, pertanyent a l'antic poble de Perauba.
Està situada a la vall de la llau de Perauba, a ponent de la Casa de les Feixes. Queda a llevant del poble d'Hortoneda, al nord-est de Montpedrós i al sud-oest de les Roques de Brunet. Al seu entorn s'estén el paratge d'antics camps de conreu del Tros de la Borda.